# Glenea nanshanchiana
Glenea nanshanchiana é uma espécie de escaravelho da família Cerambycidae.